# シングル介護
シングル介護（シングルかいご）とは、未婚・離婚・死別、そして一人っ子やきょうだいがいてもいなくても、「一人」＝「シングル」で介護の責務を担っている場合をいう日本の言葉。

## 経緯
- 2008年10月10日に、NHKの番組「特報首都圏」で取り上げ、社会問題の一つとされた[2]。

- 2009年4月21日に、芸能界の仕事を辞めて母親の介護中心の生活をしていた清水由貴子が[3]父親の墓前で車椅子の母の傍で自殺[4]した事件が世間に衝撃を与え、シングル介護問題がクローズアップされる[5]。

## シングル介護となる事態
シングルは「非婚者」とも呼ばれ、未婚者、離婚者も含み、日本では結婚をしない男女が増えている、また晩婚化も進んでいることからその人数は増加している。非婚者の両親が健在である時期は介護の必要はないが、片方の親が介護を必要となったり、両方の親が介護を必要とする事態もある。多くの場合、両親の片方が死亡したり、離別し、残った一方の親の介護をその子供である非婚者が介護することが多い。親同士が介護する老老介護を経て、その後、片方の親の死亡後、シングル介護に至ることもある。結婚をしている子供夫婦の場合、その夫婦の配偶者のいずれかが親の介護を行えることが多いが、非婚者の場合は子供として親の介護をする場合、外部からの支援や援助も少なくシングル介護となることが少なくない。

## 社会問題
非婚者が行うシングル介護の場合、親に対してどの程度の介護を必要とするかに依存するが、多くの日常の時間を割くことが多く、非婚者が仕事を持っている場合、その仕事をこなす時間が十分とれない事にある。このため、介護に時間を割けるように仕事や勤務先を変えたりするが、この場合は非婚者の収入が減る。また、親から目が離せないなどの介護が必要な状況では勤務を辞める場合もあるが、この場合は親の年金のみが収入となることがある。非婚者の収入が減ったり、勤務を辞めて収入が途絶え、さらに親の年金受給額が少なかったり、無年金の場合もあり、非婚者と親の生活は困窮を極めることもある。現在、介護保険は介護サービスを外部から受ける場合の費用への保険であり、雇用保険が失業中の収入の保険であるが、シングル介護を行う非婚者の収入の減少や途絶えた場合の保険は存在しない。このため、シングル介護をする者、される者、親子ともども生活に困窮する事態となる。
また、金銭的問題だけでなく、シングル介護をする非婚者は仕事と家事と介護を並行して行うため、肉体的および精神的の双方に多大な疲労をもたらす。

## 統計データなど
- 2008年10月放送のNHKの番組内容によれば、総務省調べのデータとして、親の看護や介護を理由として転職や離職した者の数が2003年（平成15年）から2005年（平成17年）[注釈 1]は年間10万人前後で推移していたが、2006年（平成18年）になっていきなり14万人（約144,800人）を超え、その中でシングル介護する未婚者の存在が顕在化した[2]。また2008年の時点では育児介護休業法によって、介護される者一人当たりシングル介護をする者は93日の休業をとれると定めるが、この法による2006年頃までの休業の取得率は通年1.5%程度に留まっていた[2]。
- 読売ウイークリー2008年11月30日号で｢仕事も捨てて！？　独身で親介護の絶望的人生｣と題した2ページの記事でも取り上げられ、記事の末尾近くの文で｢シングル介護｣と書かれている。

## 参照

### オンライン情報
- 介護で会社を辞める時、誰が支える…介護の現場日経スペシャル ガイアの夜明け2008年10月7日放送テレビ東京

- NHK; ゲスト：立命館大学津止正敏 (2008年10月10日). “急増！シングル介護 “非婚時代”にあなたは”.  NHK特報首都圏. 2011年12月18日時点のオリジナルよりアーカイブ。2008年10月11日閲覧。

- “シングル介護”のこと - ウェイバックマシン（2012年6月16日アーカイブ分） 山岸教授の日英語サロン

- JANJAN (2008年8月14日). “介護保険法「改正」後に、激増した「介護離職・転職」”.   JanJanニュース. 2008年9月5日時点のオリジナルよりアーカイブ。2015年9月20日閲覧。